# آرثر بور ستون
آرثر بور ستون (بالإنجليزية: Arthur Burr Stone)‏ هو طيار أمريكي، ولد في 1874، وتوفي في 1943.